# Mortierella beljakovae
Mortierella beljakovae är en svampart som beskrevs av Milko 1973. Mortierella beljakovae ingår i släktet Mortierella och familjen Mortierellaceae.   Inga underarter finns listade i Catalogue of Life.